# آزيا أوغستاما
آزيا أوغستاما (مواليد 2 أغسطس 1983) هو ملاكم هايتي، مثّل بلاده في الألعاب الأولمبية الصيفية 2008.

## وصلات خارجية
آزيا أوغستاما على موقع بوكس ريك (الإنجليزية) (registration required)
- آزيا أوغستاما على موقع أوليمبيديا (الإنجليزية)